# Omer Lepreux
Omer Lepreux, né le 23 septembre 1856 à Leuze-en-Hainaut et mort le 15 janvier 1927 à Watermael-Boitsfort est un homme politique libéral belge, banquier et sénateur de l'arrondissement de Bruxelles dès 1919.

## Biographie
Omer Lepreux, né le 23 septembre 1856 à Leuze-en-Hainaut, est le fils de Charles Lepreux, directeur d'une fabrique de sucre, et de Léodie Moreau. Il était marié à Émilie Michel. 
Il fait ses études secondaires au Collège communal d'Ath. Il s'engage dans l'armée belge et entre à l'École royale militaire dont il sort en 1882 sous-lieutenant du génie. Il devient ensuite professeur à l'École royale militaire (Belgique). Il atteindra ainsi le grade de capitaine du génie et acquerra ainsi de solides connaissances scientifiques qui lui seront utile dans le secteur bancaire. 
En octobre 1891, il est engagé par Léon Mahillon, ancien professeur à l'École royale militaire issu du génie, à la Caisse générale d'épargne et de retraite (CGER). En 1896, il en est nommé directeur général en remplacement de Léon Mahillon décédé. Il quitte ce poste à la suite de sa nomination comme directeur à la Banque nationale de Belgique à partir du 28 août 1905. 
En 1910, il est membre du comité exécutif de l'Exposition universelle de Bruxelles et en mars 1912, il est nommé président de la Banque d'émission du Congo par le roi Albert Ier.
Pendant la Première Guerre mondiale, il tente de défendre les intérêts belges face aux exigences et réquisitions allemandes. En 1917, les autorités allemandes l'arrêtent avec des notables belges et le déportent au camp d'Holzminden en Allemagne.
Le 31 décembre 1918, il est nommé vice-gouverneur de la Banque nationale de Belgique. En 1919, il fait partie de la délégation belge à la Conférence de la Paix de Paris au côté d'Henri Jaspar. Il devient également sénateur de l'arrondissement de Bruxelles en 1919 sur la liste libérale et intervient dans les débats financiers dans la haute assemblée jusqu'en 1921.
Il reste vice-gouverneur de la Banque nationale de Belgique et président de la Banque d'émission du Congo jusqu'à son décès le 15 janvier 1927 à Watermael-Boitsfort. Il est inhumé le 19 janvier 1927 au cimetière d'Etterbeek.

## Hommages et Distinctions
Une rue de Koekelberg a été baptisée « rue Omer Lepreux » pour perpétuer sa mémoire.
Les distinctions suivantes lui ont été décernées :
- Grand officier de l'ordre de Léopold (Belgique) ;
- Grand-croix de l'ordre de Léopold II en août 1922 (Belgique) ;
- Officier de l'ordre de la Couronne (Belgique) ;
- Grand officier de la Légion d'honneur (France) ;

- Grand officier de l'ordre de la Couronne de chêne en mai 1922 (Luxembourg).

## Sources
- Liberaal Archief